# Документы Диего де Кастро Титу Куси Юпанки
Документы Титу Куси Юпанки — коллекция документов, связанных с являвшимся предпоследним правителем Инков — Диего де Кастро Титу Куси Юпанки (1565—1570 годы).

## Титу Куси Юпанки и сопротивление инков в Вилькабамбе, 1565—1570
В 1533 году, Инка Атау Вальпа, захваченный испанцами в Кахамарке, приказывает убить своего брата, Инку Васкара. В том же году испанцы казнят Атау Вальпу, обвинив его в предполагаемом заговоре. В 1536 году молодой Манко, брат обоих умерших Инков, и марионетка в руках испанцев, решает поднять всеобщее инкское восстание, чтобы изгнать «гостей», оказавшихся не только алчными и крайне непочтительными, но и виновными в преступлениях. По истечении почти целого года, испанцам, запертым [155] в Куско, удаётся выйти из окружения, высмеивая бдительность крестьянских войск Манко Инки. Перед неизбежным контрнаступлением наученных горьким опытом испанцев, Манко Инка удаляется (1537 год) в горы Вилькабамбы, место, расположенное в зоне Антисуйу в составе бывшей Тавантинсуйу или государства «четырех объединенных регионов» Инков; для Инков эта высокогорная амазонская зона была до того времени малознакомой территорией. Едва успев поселиться, Манко мобилизует свои войска и предпринимает «долгий поход» на север (в провинцию Чачапойяс), разбив несколько испанских отрядов и жестоко наказывая местные народы, ставшие союзниками захватчиков, особенно гуанков. Следующим шагом Манко Инки, исключительно в контексте индейского сопротивления европейцам, станет основание, — как скажет позже хронист Гуаман Пома де Айяла, — «нового Куско», центра восстановления Тавантинсуйу. Неоинкское государство в Вилькабамбе, несмотря на неоднократные испанские атаки, будет являться очагом восстаний более 30 лет: до 1572
года. Несколько сторонников Альмагро, попросивших о защите — и добившись дружбы — Манко Инки, убьют его в 1544 году. Манко, как правителя, несомненно, сменил его сын Сайри Тупак, но, кажется, что другой его сын, Титу Куси Юпанки, в действительности руководил политикой государства.
Начиная с пятидесятых годов, испанцы пытаются договориться о «выходе» Инков из Вилькабамбы. Основным испанским посланником в 1556 году, похоже, являлся хронист Хуан де Бетансос, муж сестры Инки Атау Вальпы (Анхелина Аньяс Юпанки). По своей ли собственной инициативе или по воле своего брата Титу Куси, Инка Сайри Тупак «выходит» в 1557 году из Вилькабамбы, чтобы поселиться в землях, предназначенных для него испанцами в долине Юкай, неподалёку от Куско. Но государство в Вилькабамбе не сдаётся, и когда Сайри Тупак умирает — после отравления, согласно местной традиции, — в 1560 году, Титу Куси официально становиться правителем Инкой. Начиная с середины шестидесятых годов, боясь восстания местных жителей, возглавляемого Инкой Титу Куси, губернатор Лопе Гарсия де Кастро (1564—1569) начинает новые переговоры с Вилькабамбой. В 1566—1567 годах, Инка официально подчиняется Испании («капитуляция в Акобамбе»). Он допускает также присутствие испанского коррехидора Диего Родригеса де Фигероа. В 1568 году он принимает крещение и позволяет «самовольное вторжение» двух августинских монахов, Маркоса Гарсия и Диего Ортиса; недовольный их миссионерским фанатизмом, тем не менее, Инка, похоже, сильно ограничил их свободу действий и подверг их жестоким насмешкам. Несомненно, в Вилькабамбу вскоре проследовал также метис Мартин Пандо, его «личный секретарь». Несмотря на эти (слабые) уступки, Титу Куси не прекращает исполнять свою политическую власть и функцию жреца Солнца: переговоры для него — это не только часть глобальной стратегии, не доставившей ему удовлетворения, в действительности, это возможность подлинной капитуляции. После смерти Титу Куси (1571 год), его «полководцы» казнят монаха Диего Ортиса, посчитав его виновным в смерти правителя.
Когда испанцы, в соответствии с жёстким курсом, установленным новым наместником Франсиско де Толедо, в 1572 году захватывают территорию Вилькабамбы при помощи очень сильной армии, им всё же не удаётся напасть на её убежавших жителей, но в конце концов они таки захватили нового Инку, Тупака Амару. Несколько месяцев спустя они публично, на глазах у бывших инкских индейцев, четвертуют его в Куско.

## Документы

### Документ № 51: Письмо-воспоминание, июнь 1565 года
В письме, которое «некий Диего Родригес де Фигероа» — будущий коррехидор Вилькабамбы — вручит в начале 1565 года Инке Титу Куси в Рангалье, лиценциат Хуан де Матьенсо, оидор Его Величества, предлагает начать новые переговоры, прерванные несколько лет назад. Титу Куси не только принимает предложение, но и посылает свой ответ в Куско с несколькими своими сановниками. В середине года сам Матьенсо встречается с Титу Куси на мосту Чукисака. В этой удобный момент Инка вручает оидору памятную записку «об оскорблениях, полученных им и его отцом, и о случаях, послуживших для него поводом предпринять действия, им совершенные»; этот текст Матьенсо воспроизводит — в 1567 году — в своей работе «Управление Перу» (издано в 1967 г.). Кто написал эту «памятную записку»? Ссылаясь на визит вышеупомянутого Диего Родригеса, Матьенсо, основывающийся главным образом на заявлениях своего посланца, указывает: «потом Инка сказал своему секретарю метису Мартину Пандо, чтобы он написал письмо, которое он сам надиктовал на их языке, потому что он немного понимает испанский язык».

### Документ № 52: Свидетельство Инки Титу Куси Юпанки, 8 июля 1567 года
Вскоре после предыдущих переговоров Инка подписывает — 26 августа 1566 года — так называемую «капитуляцию в Акобамбе», в которой речь идёт о мире и оговаривается «вассальная зависимость» Титу Куси, и размещение в Вилькабамбе коррехидора: Диего Родригеса де Фигероа. Чтобы оценить перед королём права наследства Титу Куси Юпанки и его потомков, Диего Родригес 8 июля 1567года приступает к составлению единого «сообщения», содержащего свидетельства Инки, а также некоторых его сановников и соратников.